# Haemulopsis axillaris
Haemulopsis axillaris är en fiskart som först beskrevs av Steindachner, 1869.  Haemulopsis axillaris ingår i släktet Haemulopsis och familjen Haemulidae. IUCN kategoriserar arten globalt som livskraftig. Inga underarter finns listade i Catalogue of Life.